# Ангел Чемерски
Ангел Чемерски – Јануш (Кавадарци, 31. март 1923 — Скопље, 18. новембар 2005), учесник Народноослободилачке борбе, друштвено-политички радник СФР Југославије и СР Македоније и јунак социјалистичког рада. Од марта 1969. до маја 1982. године обављао је функцију председника Централног комитета Савеза комуниста Македоније. Од 29. априла 1982. до 29. априла 1983. године обављао је функцију председника Председништва СР Македоније.

## Биографија
Рођен је 31. марта 1923. године у Кавадарцима. Завршио је Економски факултет. Члан Савеза комунистичке омладине Југославије (СКОЈ) постао је 1938, а од 1942. године је члан Комунистичке партије Југославије (КПЈ).
Године 1941, прикључио се Народноослободилачком покрету. Био је члан Месног комитета СКОЈ-а у Кавадарцима од 1942. до 1943. године. Од маја 1943. године руководио је агитпропом у Тиквешком НОП одреду „Добри Даскалов“, а од септембра 1943. у батаљону „Страшо Пинџур“. Од децембра 1943. до маја 1944. године био је у Другој македонској народноослободилачкој ударној бригади, након чега прелази на политички рад у позадину. Био је секретар Окружног комитета СКОЈ-а за Кавадарце, члан Другог битољског Обласног комитета СКОЈ-а, секретар Трећег Обласног комитета СКОЈ-а у Штипу и члан Трећег Обласног комитета Комунистичке партије Македоније.
После ослобођења био је секретар Окружног комитета СКОЈ-а и члан Окружног комитета КП Македоније у Штипу, Струмици и Битољу, а затим је обављао разне дужности у министарствима и влади НР Македоније, те је био директор Републичког завода за планирање.
Обављао је и следеће функције:
- републички и савезни посланик и председник Одбора за план и финансије
- члан Централног комитета КП Македоније од Трећег конгреса КПМ 1959. године
- члан Извршног комитета ЦК Савеза комуниста Македоније од Четвртог конгреса КПМ 1965. године
- члан Председништва ЦК СКМ од 1966. године
- секретар Извршног комитета ЦК СКМ од Петог конгреса СКМ 1968. године
- председник ЦК СКМ од марта 1969. до Осмог конгреса СКМ у мају 1982. године
- члан Председништва ЦК СК Југославије
- члан Председништва СР Македоније
- председник Председништва СР Македоније од 29. априла 1982. до 29. априла 1983. године

Умро је 18. новембра 2005. године у Скопљу.
Носилац је Партизанске споменице 1941, Ордена јунака социјалистичког рада и других југословенских одликовања.